# IC 30
IC 30 је спирална галаксија у сазвјежђу Кит која се налази на листи објеката дубоког неба у Индекс каталогу.
Деклинација објекта је - 2° 5' 5" а ректасцензија 0h 34m 14,7s. Привидна величина (магнитуда) објекта IC 30 износи 15,9 а фотографска магнитуда 16,7. IC 30 је још познат и под ознакама MCG 0-2-74, PGC 2050.